# Phiala
Phiala är ett släkte av fjärilar. Phiala ingår i familjen Eupterotidae.

## Bildgalleri

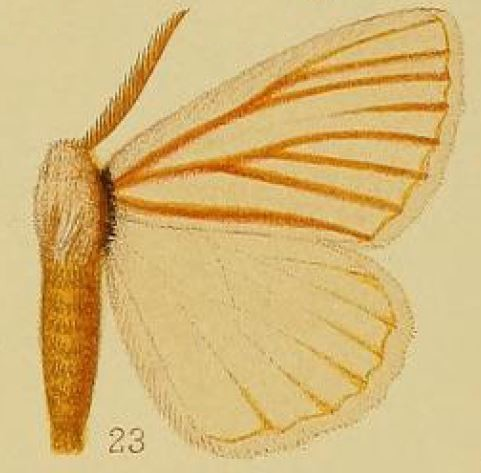
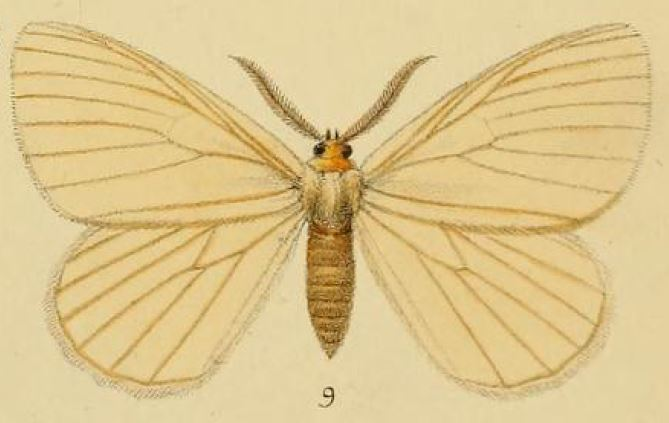
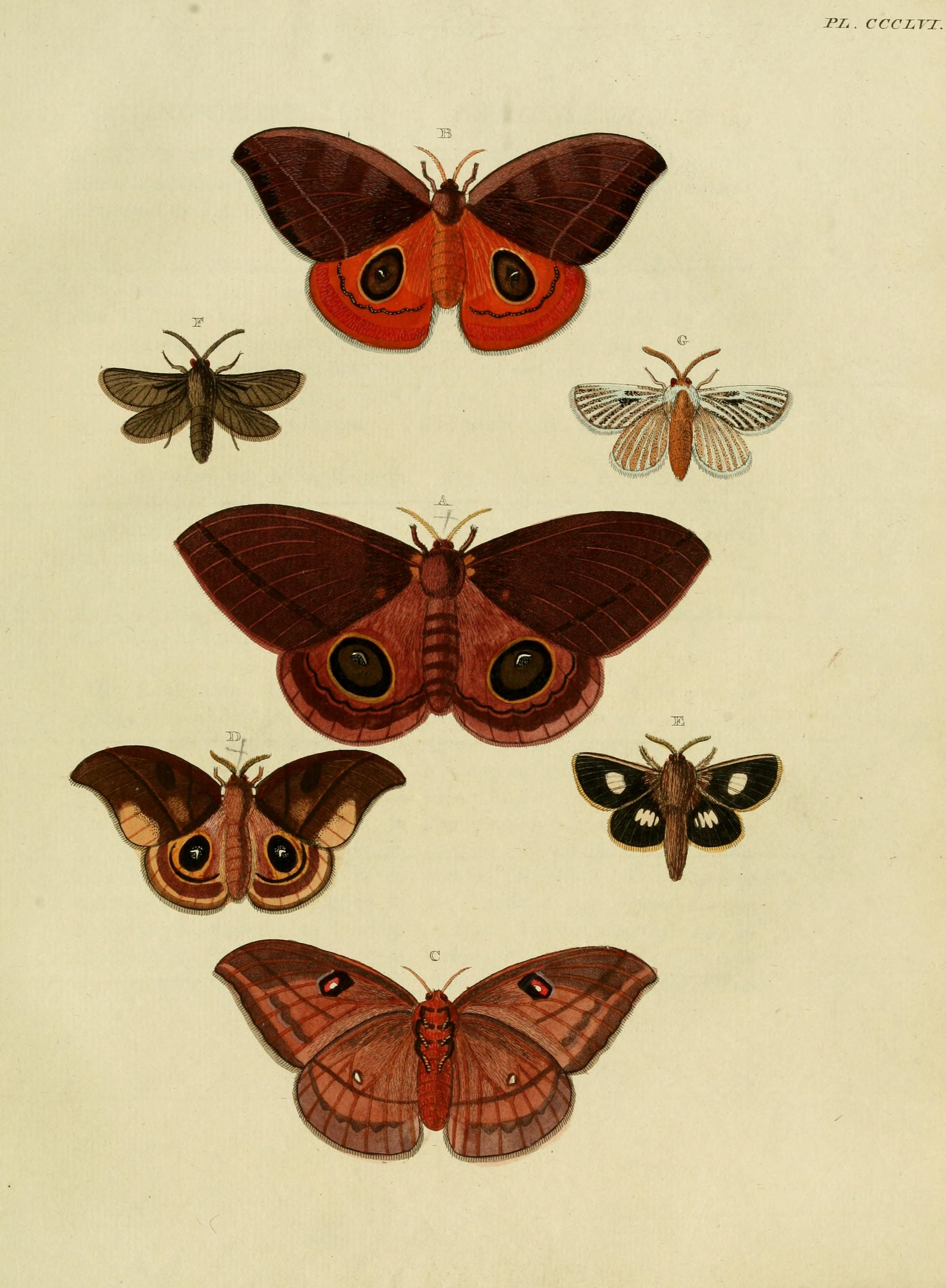

## Dottertaxa tillPhiala, i alfabetisk ordning[1]
- Phiala abluta
- Phiala abyssinica
- Phiala alba
- Phiala albida
- Phiala albidorsata
- Phiala angola
- Phiala angulata
- Phiala arrecta
- Phiala atomaria
- Phiala aurivillii
- Phiala bamenda
- Phiala bergeri
- Phiala bistrigata
- Phiala chrysargyra
- Phiala costipuncta
- Phiala crassistriga
- Phiala cubicularis
- Phiala cunina
- Phiala curvistrigata
- Phiala dasypoda
- Phiala difficilis
- Phiala esomelana
- Phiala fervidaria
- Phiala flavina
- Phiala flavipennis
- Phiala fuscodorsata
- Phiala hologramma
- Phiala incana
- Phiala incurva
- Phiala infuscata
- Phiala longilinea
- Phiala marshalli
- Phiala nigrolineata
- Phiala nigrovenata
- Phiala nivea
- Phiala niveociliata
- Phiala novemlineata
- Phiala nyassana
- Phiala ochrescens
- Phiala ochritincta
- Phiala ochriventris
- Phiala odites
- Phiala pagagna
- Phiala patagiata
- Phiala polita
- Phiala postmedialis
- Phiala pretoriana
- Phiala pseudatomaria
- Phiala pulverea
- Phiala punctilinea
- Phiala punctulata
- Phiala reussi
- Phiala rubrivena
- Phiala sabalina
- Phiala sigyna
- Phiala similis
- Phiala simplex
- Phiala strigifera
- Phiala subiridescens
- Phiala sublimbalis
- Phiala subochracea
- Phiala sylvia
- Phiala tanganyikae
- Phiala uelleburgensis
- Phiala unistriga
- Phiala vaninia
- Phiala venusta
- Phiala wichgrafi
- Phiala xanthosoma